# Cicadomyces ptyeli-lineati
Cicadomyces ptyeli-lineati är en svampart som beskrevs av Šulc 1911. Cicadomyces ptyeli-lineati ingår i släktet Cicadomyces, ordningen Saccharomycetales, klassen Saccharomycetes, divisionen sporsäcksvampar och riket svampar.   Inga underarter finns listade i Catalogue of Life.